# Am-Heh
Am-Heh je v egyptské mytologii nižší bůh z podsvětí. Jeho jméno znamená "požírač miliónů" nebo "jedlík věčnosti". Je vyobrazován jako muž s hlavou psa, který žije v jezeře ohně. Je podřízen bohu Atumovi.